# Pericallis steetzii
Espèce
Synonymes
- Senecio gomereus Kuntze[2]
- Senecio steetzii Bolle[2]

Pericallis steetzii est une espèce de plantes à fleurs de la famille des Asteraceae  et du genre des Pericallis originaire des îles Canaries.